# Jeong Yakyong
Jeong Yakyong, também conhecido como Jeong Yak-yong ou Dasan (1762 - 1836), foi um filósofo coreano que viveu durante a dinastia Joseon. Ele é considerado um dos maiores pensadores do Silhak (movimento de reforma social confucionista). Além disso, junto com seus irmãos, ele foi um dos primeiros coreanos a se converter ao catolicismo.

## Pensamento
Jeong é conhecido por seu trabalho sintetizando o pensamento neoconfucionista da primeira metade da dinastia Joseon. No processo, ele escreveu em vários campos, incluindo leis, teoria política e clássicos confucionistas. Ele queria que o pensamento neoconfucionista retornasse às ideias originais de Confúcio, e chamou essa tendência de aprendizado de "Susa" (수사 / 洙 泗).
Jeong publicou vários livros em várias áreas, incluindo seu mais conhecido Mokminsimseo (목민 심서, 牧民 心 書, A Mente de Governar o Povo). Embora ele estivesse profundamente preocupado com o problema da pobreza durante esse período, Jeong ponderou profundamente a questão da pobreza e levantou questões sobre o papel dos funcionários do governo. Ele acreditava que o governo e os burocratas poderiam e deveriam desempenhar um papel importante na solução do problema da pobreza. Dasan enfatizou a importância de o governador administrar o povo com integridade e de maneira justa. Segundo ele, o governo era a entidade dominante para prestar ajuda e favor ao povo, enquanto o povo era o sujeito da simpatia e da ordem do governo.
Em defesa dessa tendência, Jeong criticou os filósofos de seu tempo por se dedicarem a uma bolsa etimológica malsucedida e por buscar a teoria filosófica como um fim em si mesmo (sem uso prático). Argumentou que a bolsa de estudos deveria se concentrar em interesses mais importantes, como música, rituais e leis.

## Biografia
O pai de Dasan era Jeong Jae-won (丁 載 遠, 1730-1792). Seu irmão mais velho, Yak-hyeon (鉉 鉉, 1751-1821), foi filho de uma primeira esposa, enquanto Jeong Yak-jong (若 鍾, 1760-1801), Yak-jeon (銓 銓, 1758-1816) e Yakyong eram os filhos da segunda esposa de seu pai, Suk-in (人 人, 1730-1770), da família Haenam Yun. Havia uma filha desse segundo casamento. Mais tarde, outras quatro filhas nasceram de um terceiro casamento.
A família do pai de Dasan remonta a Jeong Ja-geup (伋 子 伋, 1423-1487), que em 1460 assumiu pela primeira vez uma posição no governo sob o rei Sejo. Oito gerações seguintes seguiram seu exemplo. Jeong Si-yun (丁時潤, 1646-1713) e seu segundo filho Do-bok (復 復, 1666-1720) foram os últimos da linha, desde que a facção sulista à qual a família pertencia perdeu o poder em 1694. Si-yun retirou-se para uma casa em Mahyeon-ri, a leste de Seul (essa região atualmente faz parte da cidade de Namyangju) em 1699, que seria o local de nascimento de Dasan. Seu filho mais velho, Do-tae (道 泰), morava lá e era o ancestral direto de Dasan. Os sulistas permaneceram excluídos das posições oficiais até um breve período que começou durante o reinado do rei Jeongjo, quando o pai de Dasan foi nomeado magistrado do condado de Jinju, graças a seus fortes vínculos com o poderoso Chae Je-gong (蔡濟恭, 1720–99). que se levantou até ser nomeado terceiro conselheiro de estado em 1788. Em 1762, a execução do príncipe herdeiro Sado por seu pai, o rei, chocou Jeong Jae-won que ele se retirou da vida oficial e voltou para sua casa em Mahyeon-ri. Como resultado, Dasan cresceu recebendo intenso treinamento intelectual de seu pai agora desocupado.

A fonte dos interesses intelectuais de Dasan pode ser atribuída à influência do grande estudioso Udam Jeong Si-han (25 潭 丁時翰, 1625–1707) do mesmo clã, que ensinou Jeong Si-yun brevemente e foi então o professor principal do ancestral de Dasan, Jeong Do-tae, bem como de seu irmão Do-je (1675-1729). Um dos pensadores mais importantes da próxima geração foi o filósofo-estudioso Seongho Yi Ik (16 李 瀷, 1681-1763) e ele viu Udam como o autêntico herdeiro de Toegye Yi Hwang (1 李 滉, 1501-1570). Jeong Do-je transmitiu os ensinamentos de Udam para as próximas gerações da família e, portanto, foram passados ao pai de Dasan e ao próprio Dasan.